# Mourad Naïm
Pour les articles homonymes, voir Naim.
Mourad Naïm   né le 8 avril 1953  à Skikda  est un footballeur international algérien,

## Biographie

Mourad Naim CS Meaux D3

Il était attaquant de la Jeunesse Sportive du Médina Skikda et du NAHD et de l'Équipe d'Algérie dans les années 1970.
- International algérien de 1975 à 1976
- Premier match le 24/8/1975:  Algérie - France Am (2-0)
- Dernier match le 8/10/1976:  Albanie - Algérie (3-0)
- Nombre de matchs joués: 14  (plus 4 matchs d'application)
- Nombre de buts marqués: 1  (plus 1 but(s) en matchs d'application)
- Participation aux Jeux Méditerranéens de 1975

| Date       | Lieu            | Compétition | Pays            | Score | Pays             | Marqué |
| 19-8-1975  | Alger           | Amical      | Algérie         | 1 - 2 | Ujpest           |        |
| 24-8-1975  | Alger           | J.M 1975    | Algérie         | 2 - 0 | France Am        |        |
| 29-8-1975  | Alger           | J.M 1975    | Algérie         | 1 - 0 | Egypte           |        |
| 31-8-1975  | Alger           | J.M 1975    | Algérie         | 2 - 1 | Libye            |        |
| 4-9-1975   | Alger           | J.M 1975    | Algérie         | 2 - 1 | Tunisie          | Buts   |
| 6-9-1975   | Alger           | J.M 1975    | Algérie         | 3 - 2 | France Am        |        |
| 16-10-1975 | Alger           | Amical      | Algérie         | 1 - 1 | Portuguesa       | Buts   |
| 18-12-1975 | Sidi Bel Abbes  | Alger1975   | Algérie         | 4 - 0 | Werder Brême     |        |
| 21-12-1975 | Alger           | Alger1975   | Algérie         | 1 - 5 | Partizan Belgrad |        |
| 28-12-1975 | Arabie Saoudite | Riyadh1975  | Algérie         | 0 - 2 | Autriche         |        |
| 31-12-1975 | Arabie Saoudite | Riyadh1975  | Algérie         | 1 - 1 | Turquie          |        |
| 2-1-1976   | Arabie Saoudite | Riyadh1975  | Algérie         | 1 - 1 | Italie Ol        |        |
| 4-1-1976   | Arabie Saoudite | Riyadh1975  | Algérie         | 1 - 0 | Egypte           |        |
| 6-1-1976   | Arabie Saoudite | Riyadh1975  | Arabie Saoudite | 1 - 3 | Algérie          |        |
| 24-2-1976  | Alger           | Amical      | Algérie         | 1 - 2 | Yougoslavie      |        |
| 2-3-1976   | Alger           | Amical      | Algérie         | 0 - 2 | Suède            |        |
| 1-4-1976   | Alger           | Q.C.M 1978  | Algérie         | 1 - 0 | Libye            |        |
| 8-10-1976  | Albanie         | Amical      | Albanie         | 3 - 0 | Algérie          |        |